# Khodadad Azizi
Khodadad Azizi lyssna (fil) (persiska: خداداد عزیزی), född 22 juni 1971 i Mashhad i Iran, är en iransk fotbollstränare och före detta spelare. Han spelade som anfallare. Azizi har spelat i elva klubbar, och 47 landslagsmatcher med 11 mål. Han är mest känd för sitt mål mot Australien 1997 då han tog Iran vidare till VM i Frankrike 1998.